# George Brown junior

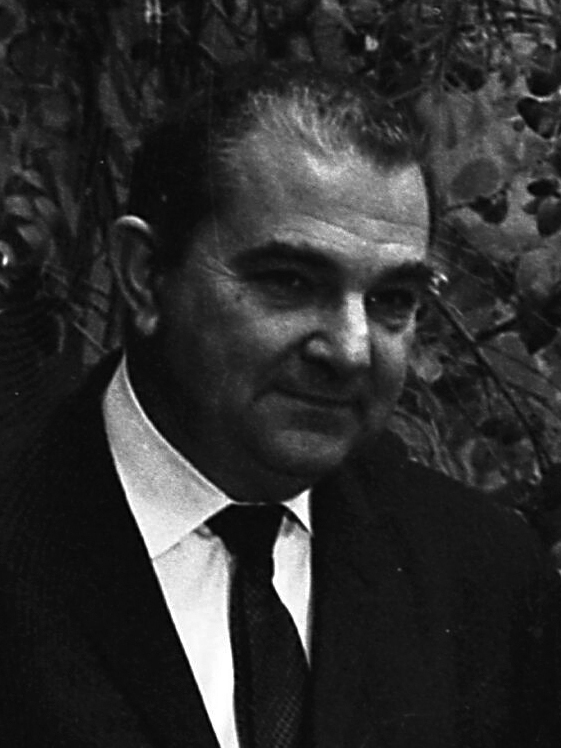
George Brown (1968)

George Edward Brown Jr. (* 6. März 1920 in Holtville, Imperial County, Kalifornien; † 15. Juli 1999 in Bethesda, Maryland) war ein US-amerikanischer Politiker. Zwischen 1963 und 1999 vertrat er zwei Mal den Bundesstaat Kalifornien im US-Repräsentantenhaus.

## Werdegang
George Brown besuchte bis 1935 die Holtville Union High School und danach bis 1938 das El Centro Junior College. Im Jahr 1942 trat er als Kriegsdienstverweigerer in den Civilian Public Service ein. Im Jahr 1944 nahm er dann doch als Soldat der US Army am Zweiten Weltkrieg teil. Nach dem Krieg setzte er seine Ausbildung mit einem Studium an der University of California in Los Angeles fort. Zwölf Jahre lang arbeitete er für die Stadtverwaltung von Los Angeles im Personalmanagement und als Baureferent. Zwischen 1957 und 1962 war er Managementberater. Gleichzeitig begann er als Mitglied der Demokratischen Partei eine politische Laufbahn. Von 1954 bis 1958 war er Gemeinderat und Bürgermeister der Stadt Monterey Park; zwischen 1959 und 1962 saß er als Abgeordneter in der California State Assembly.
Bei den Kongresswahlen des Jahres 1962 wurde Brown im 29. Wahlbezirk von Kalifornien in das US-Repräsentantenhaus in Washington, D.C. gewählt, wo er am 3. Januar 1963 die Nachfolge von Dalip Singh Saund antrat. Nach drei Wiederwahlen konnte er bis zum 3. Januar 1971 zunächst vier Legislaturperioden im Kongress absolvieren. Diese waren von den Ereignissen des Vietnamkrieges und der Bürgerrechtsbewegung geprägt. 1970 strebte George Brown erfolglos die Nominierung seiner Partei für die Wahlen zum US-Senat an. Aus diesem Grund verzichtete er in diesem Jahr auf eine Kandidatur für das US-Repräsentantenhaus.
Bei den Wahlen des Jahres 1972 wurde Brown dann im 38. Distrikt seines Staates erneut in den Kongress gewählt. Nach 13 Wiederwahlen konnte er dort bis zu seinem Tod am 15. Juli 1999 verbleiben. Von 1975 bis 1993 vertrat er dort den 36. und danach den 42. Wahlbezirk seines Staates. Zwischen 1991 und 1995 war er Vorsitzender des Ausschusses für Wissenschaft, Raumfahrt und Technologie. Er war auch Mitglied im Landwirtschaftsausschuss.